# 上帝之城
《上帝之城》或譯作《天主之城》（拉丁語：De Civitate Dei），為希坡的奥古斯丁所著。當時羅馬城已被哥特人攻破。人們把羅馬帝國的衰退歸咎於基督徒之離棄傳統多神宗教。奧古斯丁覺得有必要著書回應此攻擊，時當公元413年。主旨為上帝／天主之城最終將會戰勝大地之城。
奧古斯丁在書中說明，羅馬的衰退是肇因於道德的衰退；基督教不但不是羅馬衰退的原因，反而有助於道德的提升。但基督徒所歸屬的不是羅馬帝國或任何大地之城，而是上帝之城。大地之城與上帝之城最根本的差別在於，前者人民的共通點在於對自己的愛，後者則是結合於對上帝的愛和因此而生的對彼此的愛。在對比這兩個城從起源到結局的過程中，他對人類的群體生活有深入的討論，也建構了基督教的歷史觀。
本書標題取自《詩篇／聖詠集》第八十七篇第三節：「上帝的城啊！有榮耀的事乃是指著祢說的」／「天主的聖城！人們論到你，曾經說了許多光榮的事」（Gloriosa dicta sunt de te, civitas Dei!）。本書內容共分二十二章。第一部份一至十章主要在駁斥對基督教不實的攻擊，第二部份十一至二十二章則說明大地城和上帝城的不同起源、進展和結局。

## 大綱與英譯本註解

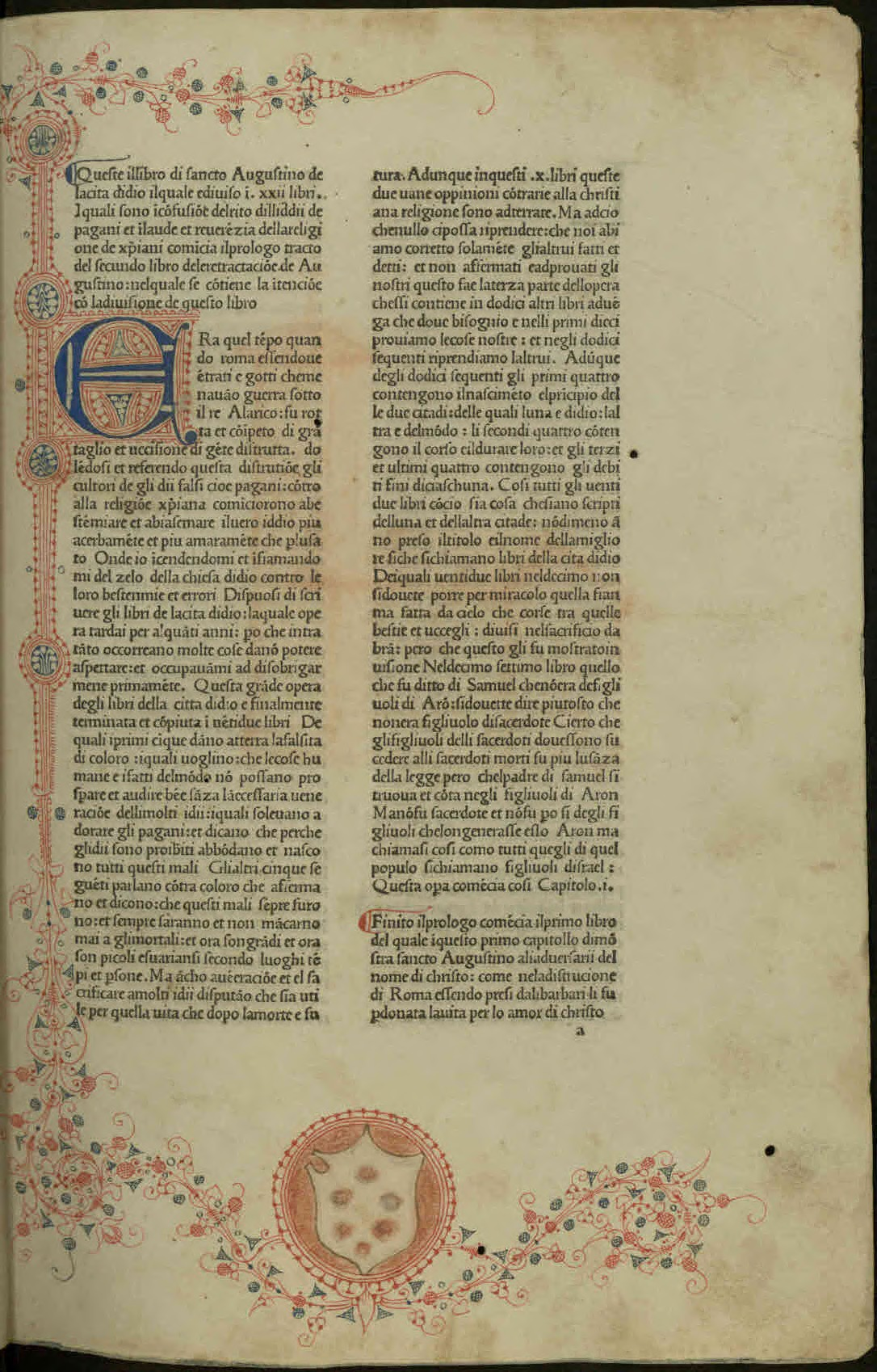
De civitate Dei, 1483

英譯本：Augustine. The City of God. Translated by Marcus Dods. Modern Library. New York: Random House, 1950. 

### 第1-2章
第一章：奧古斯丁駁斥將羅馬之難歸咎於基督教之不拜神明的謬說。
1.1 駁基督之名的敵對者。蠻族攻入羅馬時，是因基督的縁故才饒了這些人的命。
1.2 在戰爭中戰勝者因戰敗者的神明而饒他們命是很反常的。
- 埃涅阿斯：羅馬的祖先，原是特洛伊人，在特洛伊戰爭中倖存，逃亡至義大利，建立了羅馬城。
- 普里阿摩斯：特洛伊戰爭時的特洛伊王，城破時在宙斯祭壇前被殺。
- 狄俄墨得斯：特洛伊戰爭中僅次於阿喀琉斯的勇士。

第二章：回顧在基督之前的時代羅馬人就已遭受的災禍，原因是他們的神明把他們帶進腐敗和邪惡中。

### 第3章
第三章：羅馬的外在（身體與物質的）災禍。

#### 3.7-9
3.7 馬略的副官芬不利亞摧毀特洛伊。
- 神明要不就是不義才會幫助芬不利亞，要不他們根本就是無能。
- 芬不利亞是馬略將軍的手下，在米特拉达梯战争中，極其凶惡，殘殺無數小亞細亞人。隨後在與馬略的政敵蘇拉對抗時，自知無望，引刀自殺。
- 蒂托·李維（前59年－17年），羅馬歷史家，著《羅馬史》。
- Minerva:弥涅耳瓦，羅馬女神，等同於希臘神話的雅典娜。

3.8 羅馬是否應將自己交託給特洛伊神明呢？
- 羅馬真不該信任這些神明的。
- taken and set on fire by the Gauls：公元前390年，一支由布倫努斯（Brennus）所率領的賽爾特人，被羅馬人稱為高盧人的，攻下了羅馬城，燒殺擄掠，只差最後在卡比特山上的要塞沒有攻下，圍困數月後撤兵，留下殘破的羅馬城待重建。

3.9 在努馬王之時的和平是由諸神所賜，此說可信嗎？
- 羅馬第二位國王努馬之時有長期的和平。
- 和平是上帝的賜予，但與日光和雨水一樣，給善人也給惡人。
- 為何對神明拜得愈努力之時，反倒羅馬愈沒有和平？

#### 3.10-11
3.10 跟隨努馬的和平之道，本可得到平靜與安全，羅馬卻連年征戰以求擴張，這真是好的嗎？
- 奧氏質疑帝國式擴張的必要
- 薩盧斯特：在羅馬王政時代「人們過生活沒有貪婪；每個人都以自己所有的為滿足。」
- 奧氏可接受為了自保而戰。
- gates of Janus：雙面神傑納斯神殿之門，在戰爭時打開，在和平時關閉。

神明其實是鬼魔，要行惡也只能在被更高者允許之下為之。他們能藉人的惡性來恐嚇或激動人心。
3.11 論庫邁（Cumae）的阿波羅神像，有謂其眼淚曾向希臘人作為災難的預兆，但這神明卻無法拯救他們。
- Achaeans：亞該亞人。
- Aristonicus：亞里士多尼古斯，別迦摩王位的篡奪者，前129年敗給羅馬軍，被擄去羅馬，遊街示眾後被處決。
- Antiochus：應是指安條克四世（約前215年－前164年），欲奪取埃及及塞普勒斯而與羅馬衝突。
- Perseus：珀爾修斯，馬其頓王，與羅馬衝突不斷，最終爆發第三次馬其頓戰爭（前171年－前168年），他戰敗被俘。馬其頓王朝告終，分為四個共和國，最後都被羅馬解散，前146年被收為行省。
- Camilla：卡蜜拉是獵神黛安娜（Diana）的女僕，英勇善戰，在埃涅阿斯與圖努斯之戰中幫助後者，但中了埋伏被標槍刺死；黛安娜為她哀傷。
- Pallas：帕拉斯是埃涅阿斯對抗拉丁聯軍之時的盟友，在作戰時死於埃涅阿斯的對頭圖努斯（Turnus）。他作戰前曾求助於大力神海格力斯（Hercules，又名Alcides）；但因宙斯已命天神們在戰事中保持中立，海格力斯不能插手幫助，又因預見帕拉斯將戰死沙場，只能為他哭泣。
- Lavinian Kingdom：指的是亞維尼（Lavinium）城邦，是埃涅阿斯在戰勝圖努斯之後，以他妻子亞維尼亞（Lavinia）之名所立的城市。

#### 3.12-13
3.12 羅馬人在努馬所引入的諸神之外又添加了大量的神明，但為數眾多的神明對他們一點也沒幫助，反倒冒犯了上帝，祂才是當受敬拜的。
- Aesculapius：阿斯克勒庇俄斯是希臘神話中的醫神。
- Epidaurus：埃皮達魯斯傳說中是阿斯克勒庇俄斯的出生地，位於哥林多南南東方約30公里處。
- 此處奧古斯丁引用李維提到醫神阿斯克勒庇俄斯離開了埃皮達魯斯來到羅馬，其實李維是說羅馬人把醫神請來，向他祈禱。
- Pessinus：培希努，是位於土耳其小亞細亞北方的一座城，弥达斯曾在此為其母库柏勒女神建了座神廟。库柏勒被羅馬人視為眾神之母。
- Cynocephalus：從埃及傳到羅馬的狗頭神。
- Fever：發燒女神；她的母親是誰呢？這當然就要問醫神了囉。而醫神阿斯克拉庇俄斯正是阿波羅的兒子，也就是眾神之母的孫子。發燒女神當然不好，但是阿斯克拉庇俄斯、賽貝蕾和狗頭神這些外來神可不能輕視她，因為她可是「羅馬公民」呢。
- Varro：瓦羅（116-27 B.C.）；是羅馬著名的學者，有「最有學問之羅馬人」的美譽。
- 羅穆盧斯（Romulus）與他的弟弟瑞摩斯（Remus）爭論誰得到了神明的支持來為新城命名，結果弟弟被哥哥或其手下給殺了。

3.13 羅馬人是按什麼權力或協議來取得他們最早的妻子的。
- Caesar and Pompey：凱撒與龐培。凱撒十七、八歲就和第一任妻子生下了他唯一的孩子茱利亞·凱撒麗絲（Julia Caesaris，前83或82－前54年）。在前59年他把茱利亞嫁給了龐培為第四任妻子，以堅固他們政治上的結盟。他們夫妻感情甚篤。茱利亞懷孕時因看見家僕帶回家來的一件龐培在鎮壓暴動中沾了血的官服，誤以為丈夫死了，憂傷中胎兒早產，身體受損，於次年八月過世。這時凱撒和龐培尚未交惡，後來凱撒為了確保他和龐培的結盟，又提議將自己已婚的姪女離婚，再嫁給龐培，但被拒絕。凱撒後於高盧取得重大勝利，卻讓元老院甚感壓力，於前49年召回凱撒，凱撒拒絕，元老院以叛國罪要脅，命其就範。於是凱撒決心走上獨裁之路，打破禁忌，率軍進入羅馬。元老院以龐培為首，逃出羅馬，號召軍隊與凱撒對抗，羅馬內戰於焉展開。前48年龐培戰敗，逃至埃及。埃及人為了討好凱撒而將龐培刺死，並將其頭顱獻給凱撒。
- Lucan：盧坎（Marcus Annaeus Lucanus, 39年－65年）；是羅馬詩人。他最著名的著作是史詩《法沙利亞》（Pharsalia），描述凱撒與龐培之間的內戰。這部史詩雖是未完成作品，卻被譽為是維吉爾《埃涅阿斯》之外最偉大的拉丁文史詩。第七章完全在描述前48年發生於希臘北部法沙利亞的戰事，全書也以此地為名。
- 「I sing that worse than civil war waged . .。」引用自《法沙利亞》的第一部之卷一，而非如英譯本註腳所註的第五部之卷一。
- Emathia：依馬提亞；是馬其頓的古名，馬其頓原是人名，是該地區的一族長。凱撒與龐培決戰地——沙法利亞即位於當時的馬其頓省，故以依馬提亞稱之。
- Venus：維納斯；羅馬主愛、美及生育之神，是埃涅阿斯的母親，因而被視為羅馬的祖先。
- Bellona：貝婁娜；是羅馬女戰神。
- Alecto：阿勒克托；是三位司復仇的女神（厄里倪厄斯）之一，名字的意思是「不息（怒）的」。他們或在地上追討犯罪者的罪，或在地獄中懲罰被定罪者。在羅馬神話中稱厄里倪厄斯為Fury。
- Andromache：安德洛玛刻；是特洛伊王子赫克托耳的妻子。希臘盟軍圍攻特洛伊十年後，赫克托耳在和阿奇里斯的決鬪中被殺，繼而木馬屠城，特洛伊全城毁滅，安德洛玛刻被阿奇里斯的兒子皮洛士（Pyrrhus）擄去作妾。
- Stator：丘比特的別號，意為「穩固者」。

### 第4-22章
第四章：賞賜帝國給羅馬的不是神明，而是獨一真上帝。
4.1 第一章已討論之事
4.2 第二及三章已討論之事
4.3 帝國藉戰爭而取得的廣大領土是否可被為視為智慧與幸福之善呢？
4.4 沒有正義的王國與竊盜類同
4.5 脫逃格鬥士的權力變為像王室之尊貴
第五章：討論命運、自由意志和上帝的預知；並及古羅馬人品德的來源。
第六章：討論瓦羅對神學的三分法，以及神明無能對未來生活的幸福有任何的貢獻。
第七章：討論市民神學（Civil Theology）的「優選神明（select gods）」，並論崇拜他們並不能得到永生。
第八章：略論蘇格拉底及柏拉圖哲學；駁斥阿普留斯（Apuleius）所言，鬼魔是神明與人之間的媒介而應受崇拜。
第九章：討論一些人主張將鬼魔分為善的與惡的兩類。
第十章：波佛利（Porphyry）的救贖教義。
第十一章：進入本書的第二部份。討論地上城和上帝城之不同起源，進程和終局。對世界之受造多所臆度。
第十二章：天使與人的受造；惡的起始。
第十三章：死亡是懲罰，源於亞當之犯罪。
第十四章：人最初之罪的刑罰與後果；人本來可以不帶肉慾而繁衍後代。
第十五章：聖經歷史中地上城與上帝城分別的進展。
第十六章：由挪亞至以色列列王時代的上帝城歷史。
第十七章：由先知們到基督時代的上帝城歷史。
第十八章：從亞伯拉罕到世界末日的地上城與上帝城歷史之對比。
第十九章：概覽對至高善的不同哲學看法；將這些看法與基督教對幸福的信念作比較。
第二十章：論最後審判，以及聖經新舊約對此之宣告。
第二十一章：論惡人在地獄中受永刑；論各種對此信念的反對。
第二十二章：論聖徒的永樂，身體的復活，以及初代教會所行之神蹟。

## 註解
1. ↑  李維（Livy）10.47。
2. ↑  昆體良（Quintilian） Inst. Or. 10.1.95 （页面存档备份，存于）。
3. ↑  .   [2008-05-31]. （原始内容存档于2021-08-03）.
4. ↑  斯特拉博（Strabo），《地理學》（Geography），卷7，殘篇11。

## 外部連結
- 《上帝之城》中文
- 《上帝之城》原文 （页面存档备份，存于）
- 《上帝之城》英譯 （页面存档备份，存于）
- 《上帝之城》法文
- The City of God Commentary Project